# Política do Iraque
O Iraque após três décadas de regime autoritário do governante Saddam Hussein, sofreu uma intervenção militar dos Estados Unidos, apoiada pela Inglaterra, Itália e Espanha (que posteriormente retirara suas tropas) sob a justificativa de destruir "armas biológicas", que posteriormente se mostrou falsa. O país encontra-se em uma situação de guerra crônica entre a resistência em suas diversas matizes e as tropas de ocupação americanas. O governo eleito em Março de 2005 é parte de um novo sistema parlamentarista elaborado pelos americanos mas a impossibilidade de se conciliar os interesses do país com o controle que exercem as tropas de ocupação sobre as riquezas locais tem inviabilizado a sua consolidação, apesar da participação de xiitas, curdos e sunitas as principais etnias iraquianas.
O Iraque vive hoje um clima de violência marcado pela ação de insurgentes contra as forças de ocupação e mesmo das forças americanas contra os suspeitos, como o caso da prisão de Abu Ghraib, em que iraquianos eram humilhados por soldados norte-americanos. Não se sabe hoje o que será do Iraque no futuro: se um país "democrático" alinhado com os EUA, ou se mergulhará na guerra civil após a saída das forças de ocupação, com a possibilidade de ocorrer um processo de "iranianização" do Iraque, com possibilidade de ocorrência de uma Revolução Islâmica tal qual no país vizinho.